# U-Bahnhof Háje

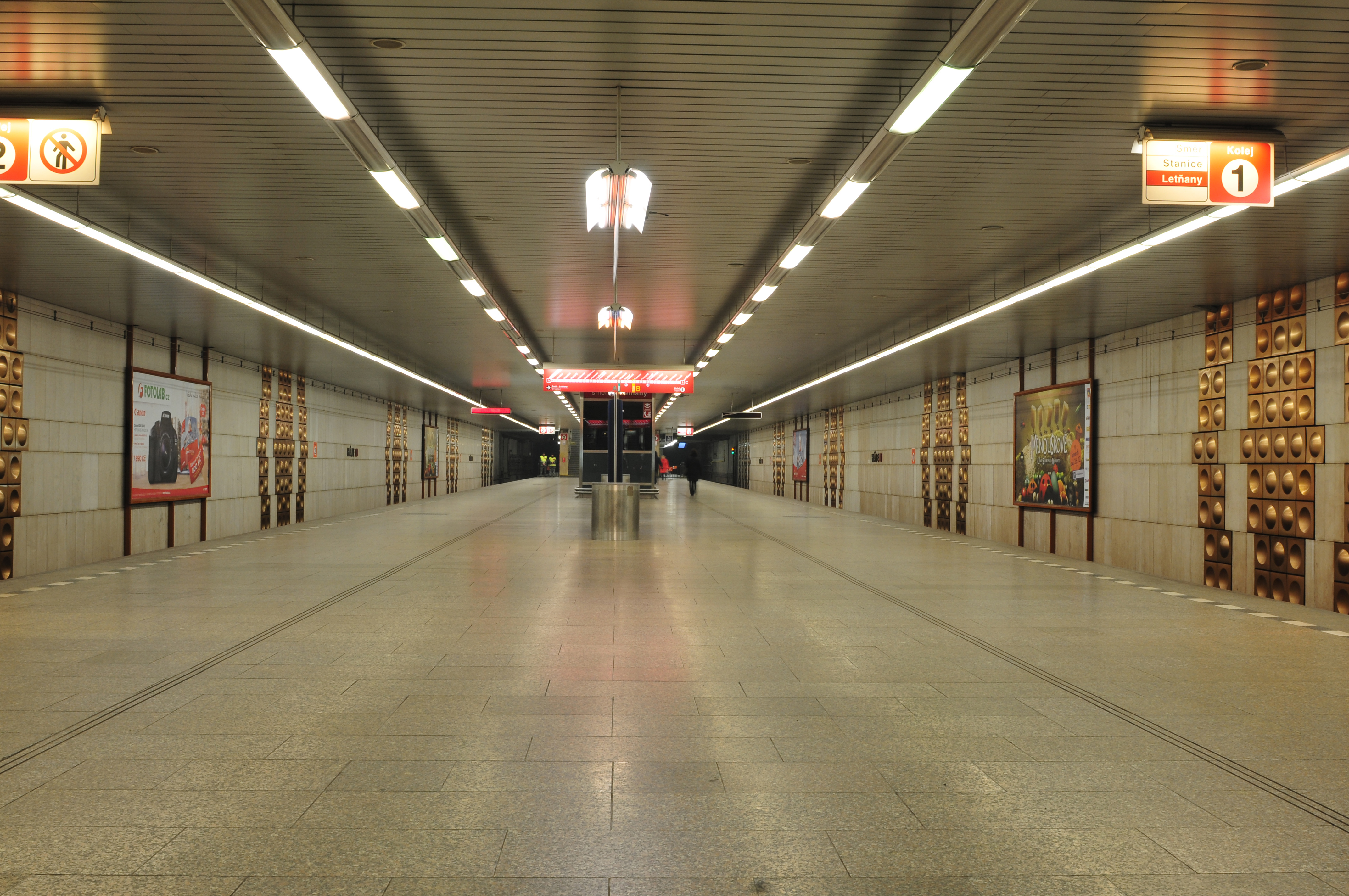
Bahnsteig der Endstation Háje

Der U-Bahnhof Háje ist die südliche Endstation der Prager Metrolinie C. Sie ist nach der Katastralgemeinde Háje benannt, die im Bezirk Prag 11 liegt, und bedient die Siedlung Jižní Město, die größte Wohnsiedlung Tschechiens.
Die Station wurde am 7. November 1980 mit der Inbetriebnahme des zweiten Abschnitts der Linie C von Kačerov bis Háje eröffnet und ist als dauerhafte Endstation konzipiert. Sie hieß bis 1990 Kosmonautů, nach dem darüberliegenden Platz der Kosmonauten (náměstí Kosmonautů). 
Der Bahnsteig liegt in einer Tiefe von elf Metern. Über einen Aufzug ist er barrierefrei zugänglich. Es bestehen Anschlüsse zu öffentlichen Buslinien.